# تيرون ويتل
تيرون ويتل (بالإنجليزية: Tyrone Wheatley)‏ (و. 1972  م) هو منافس ألعاب قوى، ولاعب كرة قدم أمريكية أمريكي، ولد في إنكستر، مركز لعبه هو راكض للخلف ‏.

## التعليم
تعلم في Westwood Community School District (Michigan) ‏
.